# 워킹 FC
워킹 풋볼 클럽(Woking Football Club)은 1887년 창단한 잉글랜드 서리주 워킹을 연고로 하는 축구 클럽이다. 킹필드 스타디움을 홈 구장으로 사용하고 있으며, 잉글랜드 축구 5부 리그에 해당하는 내셔널리그에 참가하고 있다. 워킹은 3회 FA 트로피 우승 경력을 가지고 있으며, 카즈(Cards)와 카디널스(Cardinals)로도 알려져 있다.

## 역사

### 초창기 시절
카즈(Cards)로 잘 알려진 워킹 풋볼 클럽은 1889년 창설되었다. 워킹은 1895-96 시즌 웨스트 서레이 리그에 참가하였는데 단 한번의 참가 만에 우승을 차지하였다. 그러나, 경제적인 어려움 때문에 클럽이 결성되기까지 21년의 시간이 걸렸다. 전환점은 1908년 1월에 찾아오게 되는데, 워킹이 볼턴 원더러스를 상대한 1차전을 승리한 이후로 5차 예선까지 진출하였다. 비록 원정 경기에서 5-0으로 패배하였지만, 이 클럽은 국가적인 이슈를 만들어냈다.

### 이스미언 리그 시절
1911년 워킹 클럽이 이스미언 리그에 참가하였다. 워킹 클럽은 1982-83 시즌 첫번째 강등을 맞으면서 쇠퇴기에 접어들게 된다. 1984-85 시즌 말까지 이스미언 리그 남부 2부 리그로 하락하였다.

## 선수 명단

### 현역
참고: FIFA 자격 규정에 따라 소속된 국가대표팀 국기를 표시합니다. 선수는 복수의 FIFA 비회원국 국적을 가지고 있을 수 있습니다.
| 번호 | 포지션 | 국적 | 이름 |
| ---- | ------ | ---- | ---- |

| 번호 | 포지션 | 국적     | 이름                |
| ---- | ------ | -------- | ------------------- |
| 22   | GK     |          | 윌리엄 얘스켈래이넨 |
| -    | MF     | 몬트세랫 | 로한 인스           |

## 역대 감독
| 감독      | 임기 |
| --------- | ---- |
| 킴 그랜트 | 2008 |